# NGC 1790
NGC 1790 – grupa około dwunastu gwiazd o jasnościach z przedziału 10–12m, znajdująca się w gwiazdozbiorze Woźnicy. Być może tworzą one gromadę otwartą. Odkrył ją John Herschel 16 lutego 1831 roku.